# Галое (Гомельская область)
Галое (бел. Галае) — посёлок в Добрушском районе Гомельской области Беларуси. В составе Кормянского сельсовета.

## Административное устройство
До 14 января 2023 года входил в состав Кузьминичского сельсовета. В связи с объединением Кормянского и Кузьминичского сельсоветов Добрушского района Гомельской области в одну административно-территориальную единицу — Кормянский сельсовет, включена в состав Кормянского сельсовета.

## География
В 30 км на юго-восток от районного центра Добруш, в 58 км от Гомеля, в 17 км от железнодорожной станции Тереховка, расположенной на линии Гомель — Бахмач. 

### Экология и природа
Рядом месторождение торф с общим запасом 5,6 млн тонн.

## Транспортная система
Транспортная связь по просёлочной дороге, а потом автодороге Красный Партизан — Добруш. В посёлке 40 жилых домов (2004 год). Планировка состоит из улицы с широтной ориентацией. Застройка двухсторонняя, деревянными домами усадебного типа.

## История
Основан в 1920-х годах. В 1931 году жители вступили в колхоз.
В 1959 году — средняя школа и клуб. Рядом находится производственный участок торфопредприятия «Большевик».

## Население
- 1959 год — 577 жителей (согласно переписи).
- 2004 год — 40 дворов, 82 жителя.
- 2024 год — 12 жителей